# Дементьев, Василий Алексеевич
Дементьев Василий Алексеевич (4 апреля 1908, с. Судбище, Орловская обл., Россия — 12 декабря 1974) — белорусский географ, кандидат географических наук (1938), заведующий кафедрой физической географии (1939—1943), декан географического факультета Белорусского государственного университета (1943—1946), доцент кафедры географии Пхьеньянского университета КНДР (1955—1956), профессор (1961).

## Биография
Василий Алексеевич Дементьев родился в д. Судбище Тульской губернии в крестьянской семье. В 1917 году семья переехала в Красноярск, где юноша окончил среднюю школу и стал работать лаборантом в краеведческом музее Приенисейского края.
В 1926 году поступил на географический факультет Ленинградского университета, который закончил в 1930 г. После завершения учёбы в университете В. А. Дементьев работал в Центральном научно-исследовательском геолого-разведывательном институте (ЦНИГРИ) в Ленинграде. В это время развернулись работы по геологическому картографированию Западной Сибири, и, попав в экспедиционный отряд, Дементьев несколько лет занимается изучением антропогенных отложений и геоморфологии этого региона. Позднее участвовал в экспедициях по изучению Пай-Хоя, Печорской низменности, центральной Карелии. В это же время были опубликованы первые научные работы В. А. Дементьева, посвященные геоморфологии Западной Сибири и Пай-Хоя.
В 1937 году он был приглашён на работу в Белорусский государственный университет. С этого момента и до конца жизни объектом его исследований стала территория Белоруссии. В 1938 г. В. А. Дементьев защитил кандидатскую диссертацию на тему «Геология и геоморфология центральной части Западно-Сибирской низменности». В 1939 году он возглавил кафедру физической географии (с 1961 г. — кафедра физической географии СССР), заведующим которой был до 1974 г.
С 1943 года, когда БГУ возобновил свою работу под Москвой на станции Сходня, Дементьев был назначен деканом географического факультета где проработал в этой должности по 1946 год. После возвращения университета в Минск Василий Алексеевич начинает полевые исследования по изучению геоморфологии Белоруссии, выезжает в различные районы республики. Собранные полевые материалы позволили проследить историю формирования рельефа в плейстоцене, разработать схему геоморфологического районирования, отражающую 4 геоморфологические зоны (Белорусское Поозерье, Белорусская гряда, приледниковые равнины Предполесья, низменности Белорусского Полесья) и 32 геоморфологических района. Участвовал в составлении атласа БССР.
В 1955—1956 гг. — откомандирован для чтения лекций в Пхеньянский университет, КНДР. 1956—1974 гг. — зав. кафедрой физической географии СССР в БГУ. В 1959 г. участвовал в составлении монографии «Прырода Беларусі». В 1961 г. — утвержден в ученом звании профессора. 1962—1974 гг. — президент Географического общества Белорусской ССР.

## Научная деятельность
«Прырода Беларусі» — первая научная географическая работа, написанная с использованием личных полевых материалов авторов. Для этой книги им была разработана первая схема физико-географического районирования с выделением четырёх областей и ряда районов. Уже через год после выхода в свет монографии В. А. Дементьев публикует статью, в которой предлагает новую, доработанную и дополненную схему физико-географического районирования. Детальная характеристика выделенных комплексов приведена в учебниках «География Беларуси».
В 1950—1960-х гг. появилось новое направление в географии — ландшафтоведение, которое активно развивалось благодаря усилиям профессора МГУ Н. А. Солнцева. Дементьев начинает вести свои исследования в этой области. В конце 1930-х и в 1940-х гг. он пробовал проводить ландшафтные исследования в Кричевском районе Могилевской области и составлять ландшафтные карты. Он организовал постоянную студенческую экспедицию, которая с 1956 г. на протяжении около 10 лет занималась изучением ландшафтов Витебской области. Основной целью являлось составление ландшафтной карты региона, для чего понадобилось разработать методику полевых ландшафтных исследований и картографирования ПТК, а также определить отношение к трактовке термина «ландшафт». Он рассматривал ландшафт как генетически обусловленный комплекс, который состоит из совокупности природных компонентов и системы более дробных ПТК. Методика полевых исследований включала приемы составления полевых ландшафтных карт, которые отличались большой нагрузкой и сложной легендой. Вскоре стало очевидным, что для такого крупного региона, как территория Беларуси, создавать ландшафтную карту по описанной методике нецелесообразно. Василий Алексеевич приступил к разработке классификации ландшафтов Белоруссии и теоретическую часть этой проблемы изложил в монографии «Ландшафты северной и средней Белоруссии».
Под его руководством были проведены первые ландшафтно-рекреационные работы в Белоруссии. Целью исследований было комплексное изучение территории будущей зоны отдыха вокруг Заславльского водохранилища. В результате полевых работ была создана ландшафтная карта, которая послужила основой для карт оценки пригодности ландшафтов для отдыха и функционального зонирования территории. Приобретённый опыт прикладных исследований пригодился и тогда, когда на Белорусском Полесье развернулись мелиоративные работы. По предложению В. А. Дементьева сотрудники и студенты кафедры приступили к изучению влияния мелиорации на климат и ландшафты Полесья.Одной из наиболее значительных его заслуг является создание на географическом факультете БГУ ландшафтной школы.
Он подготовил 5 кандидатов географических наук, двое из которых (О. Ф. Якушко и Г. И. Марцинкевич) позднее защитили докторские диссертации. Оставил после себя 110 опубликованных работ, из которых 7 — учебники, учебные пособия, монографии. В течение 12 лет был президентом Географического общества Белорусской ССР. За успехи в научной и воспитательной работе Василий Алексеевич Дементьев награждён четырьмя Почетными грамотами Верховного Совета БССР и знаком «Отличник народного образования».